# Hon na pačlověky
Hon na pačlověky (v anglickém originále Hunt for the Wilderpeople) je novozélandské dobrodružné filmové komediální drama z roku 2016 režiséra Taiky Waititiho.

## Děj
Děj filmu je zasazen na odlehlou farmu v novozélandské divočině, kde žije se svým nerudným manželem Hectorem veselá Bella, která se chce jakožto pěstounka postarat o Rickyho, mladého maorského raubíře z polepšovny. Když Ricky dorazí na farmu, nemá o rodinu zájem a je odtažitý, neangažovaný. Po chvíli si k němu ale aktivní Bella najde cestu. V tu chvíli ale Bella umírá a z odboru péče o děti přichází dopis, že se už pro Rickyho hledá novou rodinu, vzhledem k nové situaci. Ricky ale mezitím začal považovat farmu za svůj nový domov a chce tak na ní zůstat. Mrzutý Hector je ale proti a Ricky tak opouští domov s puškou a psem, aby se nemusel vydat odboru péče o děti a budoucí nové rodině. Hektor ho ale nachází v lese a chce ho odvést domů, jenže v tom si zraní nohu a jejich cesta se tak zpomalí. Mezitím už je pohřešuje policie, protože odbor péče o děti Rickyho nenašel na statku ve stanovený termín převzetí, a z Rickyho a Hectora se nakonec stávají kamarádi na útěku.
Po čtyřech měsících na útěku už jsou oba oslavováni veřejností jako bojovníci za svou svobodu, kteří zachránili život ohroženému strážci parku, jehož nalezli v jedné lesní chatě ve stavu ohrožení života a zavolali mu pomoc. Prožívají spolu další dobrodružství a začíná zima. Na jaře potkávají podivína, který způsobí, že jsou téměř dopadeni, ale poskytne jim „plecháč“, jeho pickup s pohonem všech kol. Následná honička napříč divočinou s policejními auty, vrtulníky a obrněným transportérem je doplněna dokonce i účastí armády a oba jsou dopadeni. Rickyho si bere do péče rodina, s kterou se seznámil během dobrodružství na útěku, a Hector jde na rok do vězení. Po propuštění si ho nachází Ricky a bere si ho s sebou do své nové rodiny.